# 王荃可
王荃可（？—1652年），山東省青州府益都縣（今山東省青州市）人，清朝官员、進士出身。

## 生平
順治三年（1646年），清朝入關後首次開科，王荃可中進士，授行人司行人。順治八年（1651年），任湖廣道監察御史。后任廣西巡按御史。
顺治九年，西寧王李定国率東路軍收復湖南大部，並南下廣西，直趨桂林，清定南王孔有德自焚而死，明朝降臣原慶國公陳邦傅、清廣西巡按王荃可、署布政使張星光被俘虜。八月初二日，李定國派人把陳邦傅父子二人”和王荃可、張星光解赴貴陽。九月初二日，秦王孫可望下令把陳邦傅父子押赴市曹剝皮，王荃可、張星光處斬。順治十年（1653年），清廷追贈太僕寺少卿。